# López Flores
López Flores är en ort i Mexiko.   Den ligger i kommunen Ixmiquilpan och delstaten Hidalgo, i den sydöstra delen av landet, 120 km norr om huvudstaden Mexico City. López Flores ligger 1 789 meter över havet och antalet invånare är 164.
Terrängen runt López Flores är kuperad åt nordost, men åt sydväst är den platt. Runt López Flores är det ganska tätbefolkat, med 96 invånare per kvadratkilometer. Närmaste större samhälle är Ixmiquilpan, 10,1 km sydväst om López Flores. Trakten runt López Flores består till största delen av jordbruksmark.